# Johann Christian Konrad von Hofmann
Johann Christian Konrad von Hofmann (født 21. december 1810 i Nürnberg, død 20. december 1877 i Erlangen) var en tysk luthersk teolog.
Hofmann studerede 1827—32 teologi i Erlangen og Berlin og vaklede en tid mellem det historiske og teologiske studium, indtil han valgte det sidste og begyndte sin universitetsvirksomhed i Erlangen, hvor hans hele livsgerning (med undtagelse af 3 års virksomhed om professor i Rostock 1842—45) faldt, og han bidrog meget til det opsving, som dette universitet nu tog.
Også som politiker optrådte han, var en del år medlem af det bayerske andet kammer og sluttede sig, af begejstring for rigstanken, hvis virkeliggørelse han 1870 oplevede, til manges forundring til Fremskridtspartiet. Som teolog var han nemlig kirkelig og konservativ, om end ikke på den Hengstenberg-Stahlske måde.
Han var frem for alt skriftteolog og har bidraget som få til en dybere forstelse af Skriften, på hvis fortolkning han, med en ofte ganske vist noget søgt selvstændighed, anvendte al sin skarpsindighed. Men tillige så han historisk på Skriften, så den i dens forbindelse med den fremskridende åbenbaring.
Han søgte især at påvise dens indre, ofte slyngede, men uopløselige sammenhæng. Skriften var ham en helhed, og som sådan — ikke gennem løsrevne skriftsteder — skulde den teologisk benyttes. Hans ejendommelige forsoningslære (benægtelse af Kristi stedfortrædende lidelse) vakte megen modsigelse.
Hans vigtigste skrifter er: Weissagung und Erfüllung (1841—44), Der Schriftbeweis (2. opl., 1857—60), Die heilige Schrift des neuen Testaments zusammenhängend untersucht (1862—66, delvis i andet oplag 1869 ff.). Fra 1846 var han medredaktør af Zeitschrift für Protestantismus und Kirche.